# Christoph Theodor Aeby

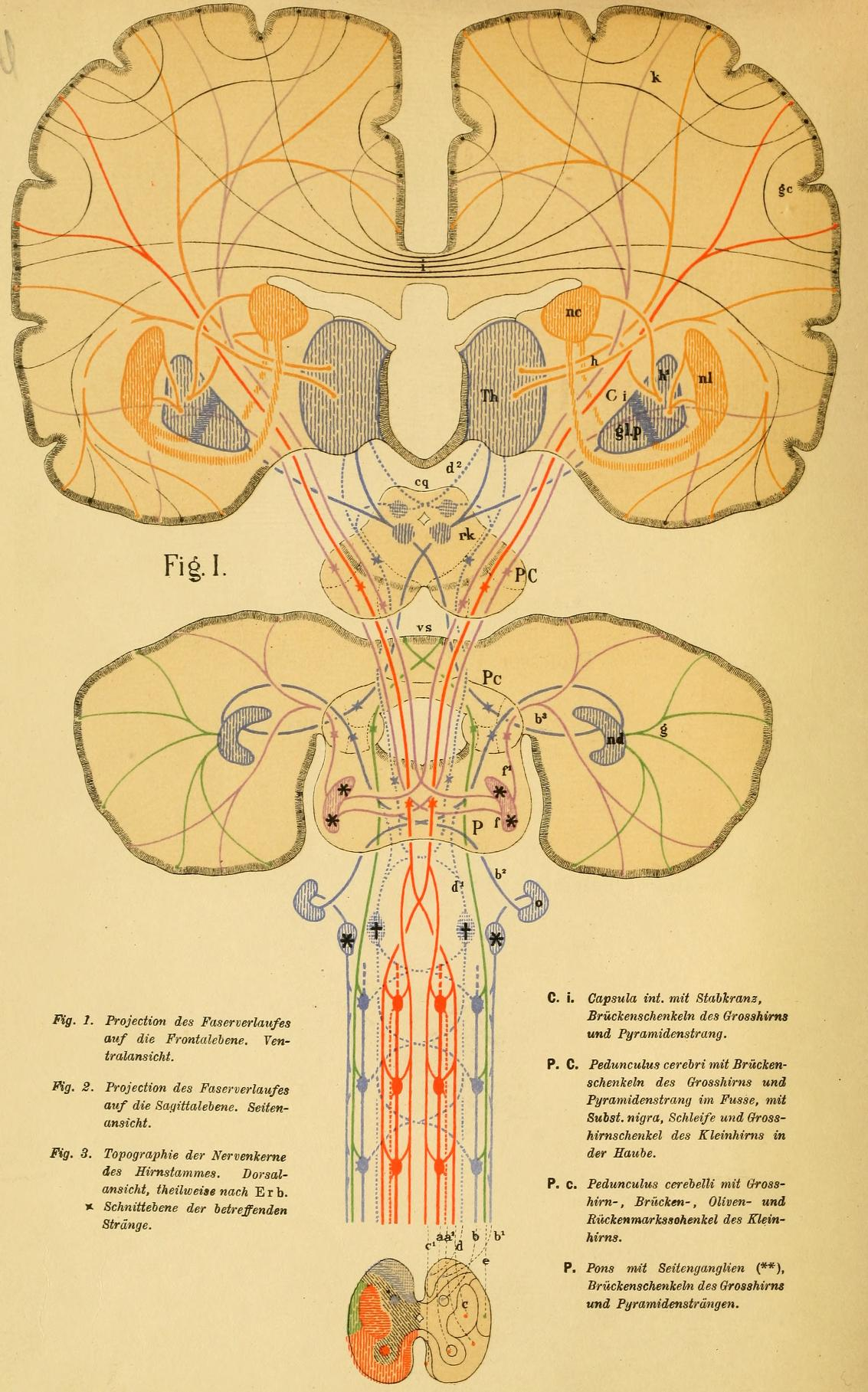
Ilustracja z monografii Aeby'ego Schema des Faserverlaufes im menschlichen Gehirn und Rückenmark (1884)

Christoph Theodor Aeby-Ramser (ur. 25 stycznia 1835 w Bonnefontaine, zm. 7 lipca 1885 w Bilinie) – austriacki anatom i antropolog, profesor anatomii Uniwersytetu w Bazylei, Uniwersytetu w Bernie i Uniwersytetu w Pradze, alpinista.

## Życiorys
Syn Hartmanna Friedricha i Katheriny z domu Georg. Studiował medycynę w Bazylei (1853–1856) i Getyndze (1857–1858). W 1858 roku w Bazylei otrzymał tytuł doktora medycyny. Od 1863 profesor nadzwyczajny anatomii w Bazylei, w tym samym roku przeniósł się na katedrę Uniwersytetu w Bernie. W latach 1867–68 był rektorem Uniwersytetu w Bernie. W 1884 powołany na katedrę anatomii na Uniwersytecie w Pradze, opuszczoną przez Karla Toldta. W następnym roku zmarł. Wspomnienia pośmiertne poświęcili mu Wilhelm His, Ludwig Hirzel i Siegmund Mayer.
W 1866 roku ożenił się z Magdaleną Ramser z Bollingen, córką Niklausa Ramsera.
Zajmował się głównie osteologią, anatomią mięśni i oskrzeli. Upamiętniają go eponimy mięśnia Aeby′ego (mięsień obniżacz wargi dolnej) i płaszczyzny kraniometrycznej Aeby′ego. Jego uczniami byli m.in. Chappuis, Wolfermann, Ravenel i Berlinerblau.
Był zamiłowanym alpinistą i przyjaźnił się z Edmundem von Fellenbergiem.

## Wybrane prace
- Die Symphysis ossium pubis des Menschen. Nebst Beiträgen zur Lehre vom hyalinen Knorpel und seiner Verknöcherung. Leipzig-Heidelberg: C. F. Winter, 1858.
- Eine neue Methode zur Bestimmung der Schädelform von Menschen und Säugethieren. Braunschweig, 1863.
- Ueber die Sphäroidgelenke der Extremitätengürtel. 1863.
- Bemerkungen über die Bildung des Schädels und der Extremitäten im Menschengeschlecht. Verhandlungen der naturforschenden Gesellschaft in Basel. (1863?)
- Ueber den feineren Bau der Blutcapillaren (1865)
- Ueber die Reizung der quergestreiften Muskelfasern durch Kettenströme. 1867.
- Der Bau des menschlichen Körpers mit besonderer Rücksicht auf seine morphologische und physiologische Bedeutung. Ein Lehrbuch der Anatomie für Aerzte und studirende. Leipzig: F. C. W. Vogel, 1868
- Ueber den Grund der Unveränderlichkeit der organischen Knochensubstanz, sowie über deren normale und abnorme Zusammensetzung. 1871.
- Ueber die chemische Zusammensetzung der Knochen, resp. Die Structur der Spongiosa. 1872-1874.
- Die Altersverschiedenheiten der Wirbelsäule. 1873.
- Ueber das Kiefergerüst der Vögel. 1873.
- Die Gestalt des Bronchialbaums und die Homologie der Lungenlappen beim Menschen. Centralbl. f. d med. Wiss (1878)
- Ueber Gelenk und Luftdruck, sowie über die Sesambeine der menschlichen Hand. 1875.
- L. Hermann, Chr Aeby. Die Fortpflanzungsgeschwindigkeit der Reizung in der quergestreiften Muskelfaser. „Archiv für die gesamte Physiologie des Menschen und der Tiere”. 10 (1), s. 465–467, 1875. DOI: 10.1007/BF01639947.
- Beiträge zur Kenntniss der Gelenke. „Deutsche Zeitschrift für Chirurgie”. 6 (4-5), s. 354–417, 1876. DOI: 10.1007/BF02794409.
- Ueber den Einfluss des Winterschlafes auf die Zusammensetzung der verschiedenen Organe des Körpers. Archiv für experimentelle Pathologie und Pharmakologie 3
- Die Architectur unvollkommen getheilter Zahnwurzeln. „Archiv für mikroskopische Anatomie”. 15 (1), s. 360–371, 1878. DOI: 10.1007/BF02933857.
- Ueber die Musculatur der menschlichen Mundspalte. 1879.
- Ein vierjähriger mikrocephaler Knabe mit theilweiser Verschmelzung der Grosshirnhemisphären. „Archiv für pathologische Anatomie und Physiologie und für klinische Medicin”. 77 (3), s. 554–557, 1879. DOI: 10.1007/BF01890103.
- Ueber das leitende Princip bei der Differenzirung der Gelenke 1872.
- Das histologische Verhalten fossilen Knochen- und Zahngewebes. „Archiv für mikroskopische Anatomie”. 15 (1), s. 371–382, 1878. DOI: 10.1007/BF02933858.
- Der Canalis Petiti und die Zonula Zinnii beim Menschen und bei Wirbelthieren. „Albrecht von Graefes Archiv für Ophthalmologie”. 28 (1), s. 111–124, 1882. DOI: 10.1007/BF01694164.
- Schema des Faserverlaufes im menschlichen Gehirn und Rückenmark. Bern: J. Dalp, 1884